# Friedel Rausch
Friedel Rausch (Duisburg, 27 febbraio 1940 – Horw, 18 novembre 2017) è stato un allenatore di calcio e calciatore tedesco, di ruolo difensore.

## Carriera

### Club
Rausch giocò per Meidericher SV (ora Duisburg) fino al 1963 e  terminò la carriera nel 1971 nello Schalke 04.

### Allenatore
Al termine della carriera da giocatore, entra nello staff tecnico dello Schalke 04 e dirige per anni le giovanili fino al passaggio in prima squadra nel 1976. Nella stagione 1976-1977 arriva secondo in campionato staccato di un punto dal Borussia M'gladbach. Partecipa alla Coppa UEFA e si ferma agli ottavi, contro il RWD Molenbeek. Esonerato nel dicembre 1977, l'8 gennaio 1979 firma con l'Eintracht Francoforte, battendo lo Schalke 3-1 alla sua prima partita. Guida la squadra al quinto posto in Bundesliga, valido per la qualificazione nella Coppa UEFA 1979-1980. Nella stagione seguente il club fatica in campionato, andando avanti nella competizione europea: Rausch elimina Aberdeen, Dinamo Bucarest, Feyenoord, Zbrojovka Brno e due tedesche negli ultimi due atti, il Bayern Monaco (5-1 ai supplementari della sfida di ritorno dopo aver ribaltato il 2-0 subito a Monaco) e il Borussia M'gladbach nella doppia finale. Nonostante cinque sconfitte, il tecnico si aggiudica la Coppa UEFA.
A fine stagione accetta l'incarico offertogli dai turchi del Fenerbahçe, dove allena per quasi due stagioni senza ottenere risultati di rilievo. Nell'aprile 1982 si accasa a Maastricht, senza riuscire a salvare la società dalla retrocessione in seconda divisione: Rausch resta nei Paesi Bassi, ma fallisce l'obbiettivo di riportare l'MVV in prima serie. Nel 1983-1984 allena in Grecia, all'Īraklīs, prima di trasferirsi a Lucerna nella primavera 1985. Resta in Svizzera per nove stagioni, guidando il Lucerna alla vittoria in campionato nel 1989 e in coppa nel 1992. Nello stesso anno del successo in Coppa Svizzera, il Lucerna retrocede in seconda divisione. Rausch passa al Basilea, in seconda divisione svizzera: accede al gruppo che vale la promozione in prima divisione, tuttavia raggiunge la quarta posizione e la squadra resta nella divisione cadetta.
Tornato in patria, col Kaiserslautern sfiora nuovamente la vittoria della Bundesliga, arrivando secondo a un punto dal Bayern Monaco nella stagione 1993-1994. L'anno dopo è quarto, a tre punti dal Borussia Dortmund campione di Germania. Nel marzo 1996 è licenziato dall'incarico: termina la sua esperienza al K'lautern senza aver mai perso nei novanta minuti in Coppa di Germania in tre anni, arrivando fino alle semifinali nel 1995. Allena in Austria (LASK Linz), prima di tornare in Germania: firma con il M'gladbach nell'aprile 1998 ed è confermato per la stagione successiva. Ciononostante, dopo un buon avvio, la squadra inizia un percorso segnato da pesanti sconfitte che culminano con un 8-2 in casa col Bayer Leverkusen e un 7-1 a Wolfsburg al termine del quale la dirigenza decide di esonerarlo dalla panchina.
Nel gennaio 1999 è chiamato alla guida del Norimberga per risollevare la formazione dalla zona retrocessione in Bundesliga: Rausch coglie 12 risultati utili tra cui un 2-0 al Bayern campione e si ritrova a giocarsi una sorta di spareggio salvezza contro il Friburgo, club con gli stessi punti del Norimberga, all'ultima giornata di campionato, in casa. I padroni di casa cedono 2-1 al Friburgo e, complici le vittorie di Hansa Rostock ed Eintracht, retrocedono in Zweite Bundesliga. Rausch è sollevato dall'incarico durante la stagione seguente, con la squadra fuori dalla lotta per la promozione nella massima serie teutonica.
La sua ultima vetrina è offerta dall'Eintracht Francoforte e culmina con la quarta retrocessione in carriera. L'Eintracht gli affida l'incarico di direttore tecnico per un paio di mesi alla fine della stagione 2000-2001, poi svolge il medesimo ruolo a Lucerna tra il marzo 2004 e il giugno 2006.
Ad aprile 2006 ha rivelato di avere un cancro alla pelle.

## Statistiche

### Club
In grassetto le competizioni vinte.
| Stagione                        | Squadra                         | Campionato                      | Campionato | Campionato | Campionato | Campionato | Coppe nazionali | Coppe nazionali | Coppe nazionali | Coppe nazionali | Coppe nazionali | Coppe continentali | Coppe continentali | Coppe continentali | Coppe continentali | Coppe continentali | Altre coppe | Altre coppe | Altre coppe | Altre coppe | Altre coppe | Totale | Totale | Totale | Totale | Vittorie % | Piazzamento |
| Stagione                        | Squadra                         | Comp                            | G          | V          | N          | P          | Comp            | G               | V               | N               | P               | Comp               | G                  | V                  | N                  | P                  | Comp        | G           | V           | N           | P           | G      | V      | N      | P      | %          | Piazzamento |
| ------------------------------- | ------------------------------- | ------------------------------- | ---------- | ---------- | ---------- | ---------- | --------------- | --------------- | --------------- | --------------- | --------------- | ------------------ | ------------------ | ------------------ | ------------------ | ------------------ | ----------- | ----------- | ----------- | ----------- | ----------- | ------ | ------ | ------ | ------ | ---------- | ----------- |
| mar.-giu. 1976                  | Schalke 04                      | B                               | 12         | 6          | 3          | 3          | -               | -               | -               | -               | -               | -                  | -                  | -                  | -                  | -                  | -           | -           | -           | -           | -           | 12     | 6      | 3      | 3      | 50,00      | 6º          |
| 1976-1977                       | Schalke 04                      | B                               | 34         | 17         | 9          | 8          | CG              | 5               | 3               | 1               | 1               | CU                 | 6                  | 3                  | 2                  | 1                  | -           | -           | -           | -           | -           | 45     | 23     | 12     | 10     | 51,11      | 2º          |
| lug.-dic. 1977                  | Schalke 04                      | B                               | 19         | 7          | 5          | 7          | CG              | 5               | 4               | 1               | 0               | CU                 | 4                  | 2                  | 0                  | 2                  | -           | -           | -           | -           | -           | 26     | 11     | 6      | 9      | 42,31      | Esonerato   |
| Totale Schalke 04               | Totale Schalke 04               | Totale Schalke 04               | 65         | 30         | 17         | 18         |                 | 10              | 7               | 2               | 1               |                    | 10                 | 5                  | 2                  | 3                  |             | -           | -           | -           | -           | 85     | 42     | 21     | 22     | 49,41      |             |
| gen.-giu. 1979                  | Eintracht Francoforte           | B                               | 17         | 7          | 5          | 5          | CG              | 3               | 2               | 0               | 1               | -                  | -                  | -                  | -                  | -                  | -           | -           | -           | -           | -           | 20     | 9      | 5      | 6      | 45,00      | 5º          |
| 1979-1980                       | Eintracht Francoforte           | B                               | 34         | 15         | 2          | 17         | CG              | 3               | 2               | 0               | 1               | CU                 | 12                 | 6                  | 1                  | 5                  | -           | -           | -           | -           | -           | 49     | 23     | 3      | 23     | 46,94      | 9º          |
| 1980-1981                       | Fenerbahçe                      | 1L                              | 30         | 9          | 11         | 10         | CT              | 8               | 4               | 2               | 2               | CU                 | 2                  | 0                  | 0                  | 2                  | -           | -           | -           | -           | -           | 40     | 13     | 13     | 14     | 32,50      | 10º         |
| 1981-mar. 1982                  | Fenerbahçe                      | 1L                              | 22         | 10         | 7          | 5          | -               | -               | -               | -               | -               | -                  | -                  | -                  | -                  | -                  | -           | -           | -           | -           | -           | 22     | 10     | 7      | 5      | 45,45      | Esonerato   |
| Totale Fenerbahçe               | Totale Fenerbahçe               | Totale Fenerbahçe               | 52         | 19         | 18         | 15         |                 | 8               | 4               | 2               | 2               |                    | 2                  | 0                  | 0                  | 2                  |             | -           | -           | -           | -           | 62     | 23     | 20     | 19     | 37,10      |             |
| apr.-giu. 1982                  | MVV                             | E                               | 6          | 0          | 3          | 3          | -               | -               | -               | -               | -               | -                  | -                  | -                  | -                  | -                  | -           | -           | -           | -           | -           | 6      | 0      | 3      | 3      | &0,00      | 16º (retr.) |
| 1982-1983                       | MVV                             | ED                              | 30+6       | 13+1       | 10+1       | 7+4        | CO              | 1               | 0               | 0               | 1               | -                  | -                  | -                  | -                  | -                  | -           | -           | -           | -           | -           | 37     | 14     | 11     | 12     | 37,84      | 4º          |
| Totale MVV                      | Totale MVV                      | Totale MVV                      | 42         | 14         | 14         | 14         |                 | 1               | 0               | 0               | 1               |                    | -                  | -                  | -                  | -                  |             | -           | -           | -           | -           | 43     | 14     | 14     | 15     | 32,56      |             |
| 1983-1984                       | Īraklīs                         | AE                              | 30         | 16         | 10         | 4          | CG              | 9               | 5               | 2               | 2               | -                  | -                  | -                  | -                  | -                  | -           | -           | -           | -           | -           | 39     | 21     | 12     | 6      | 53,85      | 3º          |
| mar.-giu. 1985                  | Lucerna                         | LNA                             | 12         | 4          | 4          | 4          | -               | -               | -               | -               | -               | -                  | -                  | -                  | -                  | -                  | -           | -           | -           | -           | -           | 12     | 4      | 4      | 4      | 33,33      | 12º         |
| 1985-1986                       | Lucerna                         | LNA                             | 30         | 16         | 9          | 5          | CS              | 3               | 2               | 0               | 1               | -                  | -                  | -                  | -                  | -                  | -           | -           | -           | -           | -           | 33     | 18     | 9      | 6      | 54,55      | 3º          |
| 1986-1987                       | Lucerna                         | LNA                             | 30         | 12         | 12         | 6          | CS              | 4               | 2               | 1               | 1               | CU                 | 2                  | 0                  | 1                  | 1                  | -           | -           | -           | -           | -           | 36     | 14     | 14     | 8      | 38,89      | 5º          |
| 1987-1988                       | Lucerna                         | LNA                             | 22+14      | 7+5        | 9+5        | 6+4        | CS              | 2               | 1               | 0               | 1               | -                  | -                  | -                  | -                  | -                  | -           | -           | -           | -           | -           | 38     | 13     | 14     | 11     | 34,21      | 5º          |
| 1988-1989                       | Lucerna                         | LNA                             | 22+14      | 10+7       | 8+5        | 4+2        | CS              | 3               | 2               | 0               | 1               | -                  | -                  | -                  | -                  | -                  | -           | -           | -           | -           | -           | 39     | 20     | 13     | 7      | 51,28      | 1º          |
| 1989-1990                       | Lucerna                         | LNA                             | 22+14      | 9+6        | 6+4        | 7+4        | CS              | 5               | 2               | 2               | 1               | CC                 | 2                  | 0                  | 0                  | 2                  | -           | -           | -           | -           | -           | 43     | 17     | 12     | 14     | 39,53      | 4º          |
| 1990-1991                       | Lucerna                         | LNA                             | 22+14      | 8+3        | 7+4        | 7+7        | CS              | 2               | 1               | 0               | 1               | CU                 | 4                  | 1                  | 2                  | 1                  | -           | -           | -           | -           | -           | 42     | 13     | 13     | 16     | 30,95      | 8º          |
| 1991-1992                       | Lucerna                         | LNA                             | 22+14      | 5+8        | 10+3       | 7+3        | CS              | 6               | 4               | 2               | 0               | -                  | -                  | -                  | -                  | -                  | -           | -           | -           | -           | -           | 42     | 17     | 15     | 10     | 40,48      | 12º (retr.) |
| Totale Lucerna                  | Totale Lucerna                  | Totale Lucerna                  | 252        | 100        | 86         | 66         |                 | 25              | 14              | 5               | 6               |                    | 8                  | 1                  | 3                  | 4                  |             | -           | -           | -           | -           | 285    | 115    | 94     | 76     | 40,35      |             |
| 1992-1993                       | Basilea                         | LNB                             | 22+14      | 16+7       | 4+4        | 2+3        | CS              | 2               | 1               | 0               | 1               | -                  | -                  | -                  | -                  | -                  | -           | -           | -           | -           | -           | 12     | 4      | 4      | 4      | 33,33      | 4º          |
| 1993-1994                       | Kaiserslautern                  | B                               | 34         | 18         | 7          | 9          | CG              | 5               | 2               | 3               | 0               | -                  | -                  | -                  | -                  | -                  | -           | -           | -           | -           | -           | 12     | 6      | 3      | 3      | 50,00      | 2º          |
| 1994-1995                       | Kaiserslautern                  | B                               | 34         | 17         | 12         | 5          | CG              | 5               | 3               | 2               | 0               | CU                 | 4                  | 2                  | 2                  | 0                  | -           | -           | -           | -           | -           | 45     | 23     | 12     | 10     | 51,11      | 4º          |
| 1995-mar. 1996                  | Kaiserslautern                  | B                               | 24         | 6          | 10         | 8          | CG              | 4               | 2               | 2               | 0               | CU                 | 4                  | 1                  | 0                  | 3                  | -           | -           | -           | -           | -           | 32     | 9      | 12     | 11     | 28,13      | Esonerato   |
| Totale Kaiserslautern           | Totale Kaiserslautern           | Totale Kaiserslautern           | 92         | 41         | 29         | 22         |                 | 14              | 7               | 7               | 0               |                    | 8                  | 3                  | 2                  | 3                  |             | -           | -           | -           | -           | 114    | 51     | 38     | 25     | 44,74      |             |
| 1996-1997                       | LASK Linz                       | B                               | 36         | 9          | 17         | 10         | CA              | 4               | 3               | 0               | 1               | Int.               | 4                  | 2                  | 1                  | 1                  | -           | -           | -           | -           | -           | 44     | 14     | 18     | 12     | 31,82      | 7º          |
| apr.-giu. 1998                  | Borussia M'gladbach             | B                               | 6          | 3          | 1          | 2          | -               | -               | -               | -               | -               | -                  | -                  | -                  | -                  | -                  | -           | -           | -           | -           | -           | 6      | 3      | 1      | 2      | 50,00      | 15º         |
| lug.-nov. 1998                  | Borussia M'gladbach             | B                               | 11         | 1          | 2          | 8          | CG              | 2               | 2               | 0               | 0               | -                  | -                  | -                  | -                  | -                  | -           | -           | -           | -           | -           | 13     | 3      | 2      | 8      | 23,08      | Esonerato   |
| Totale Borussia Mönchengladbach | Totale Borussia Mönchengladbach | Totale Borussia Mönchengladbach | 17         | 4          | 3          | 10         |                 | 2               | 2               | 0               | 0               |                    | -                  | -                  | -                  | -                  |             | -           | -           | -           | -           | 19     | 6      | 3      | 10     | 31,58      |             |
| gen.-giu. 1999                  | Norimberga                      | B                               | 16         | 5          | 7          | 4          | -               | -               | -               | -               | -               | -                  | -                  | -                  | -                  | -                  | -           | -           | -           | -           | -           | 16     | 5      | 7      | 4      | 31,25      | 16º (retr.) |
| 1999-feb. 2000                  | Norimberga                      | 2B                              | 19         | 8          | 4          | 7          | CG              | 1               | 0               | 0               | 1               | -                  | -                  | -                  | -                  | -                  | -           | -           | -           | -           | -           | 20     | 8      | 4      | 8      | 40,00      | Esonerato   |
| Totale Norimberga               | Totale Norimberga               | Totale Norimberga               | 35         | 13         | 11         | 11         |                 | 1               | 0               | 0               | 1               |                    | -                  | -                  | -                  | -                  |             | -           | -           | -           | -           | 36     | 13     | 11     | 12     | 36,11      |             |
| apr.-mag. 2001                  | Eintracht Francoforte           | B                               | 7          | 2          | 0          | 5          | -               | -               | -               | -               | -               | -                  | -                  | -                  | -                  | -                  | -           | -           | -           | -           | -           | 7      | 2      | 0      | 5      | 28,57      | 17º (retr.) |
| Totale Eintracht Francoforte    | Totale Eintracht Francoforte    | Totale Eintracht Francoforte    | 58         | 24         | 7          | 27         |                 | 6               | 4               | 0               | 2               |                    | 12                 | 6                  | 1                  | 5                  |             | -           | -           | -           | -           | 76     | 34     | 8      | 34     | 44,74      |             |
| Totale carriera                 | Totale carriera                 | Totale carriera                 | 715        | 271        | 213        | 231        |                 | 82              | 47              | 7               | 28              |                    | 44                 | 17                 | 9                  | 18                 |             | -           | -           | -           | -           | 841    | 335    | 229    | 277    | 39,83      |             |

## Palmarès

### Giocatore

#### Competizioni internazionali
- Coppa delle Alpi: 1

Schalke 04: 1968

### Allenatore

#### Competizioni nazionali
- Coppa TSYD: 1

Fenerbahçe: 1980-1981
- Campionato svizzero: 1

Lucerna: 1988-1989
- Coppa Svizzera: 1

Lucerna: 1991-1992

#### Competizioni internazionali
- Coppa UEFA: 1

Eintracht Francoforte: 1979-1980